# Poutine (plat)
Ne doit pas être confondu avec Poutine (Nice), Poutine râpée ou Poutine à trou.
 (juillet 2025).
La poutine est un plat de la cuisine québécoise composé, dans sa recette classique, de trois éléments : des frites, du fromage en grains et de la sauce brune. Selon différents dictionnaires, la première attestation de ce mot daterait de 1978, mais la recette moderne pourrait remonter à la fin des années 1950.
Mets longtemps ridiculisé et utilisé pour représenter de manière caricaturale, voire péjorative, la société québécoise, la poutine est en vogue dans les années 2020, et même célébrée, à l'extérieur des frontières du Québec. En 2020, des festivals de poutine sont organisés à Drummondville, à Montréal et à Québec, et même hors de sa culture d'ancrage, comme à Chicago, au New Hampshire, à Toronto et à Ottawa. La poutine est offerte sous différentes formes, intégrant divers condiments, et fait avec des ingrédients autres que ceux utilisés dans la recette classique,. Dans « Poutine Dynamics » publié par la revue CuiZine, Nicolas Fabien-Ouellet indique que, avec sa profusion de variations, la poutine constitue une catégorie culinaire à part entière, au même titre que les soupes, les boulettes, les sandwichs, etc..

## Origine

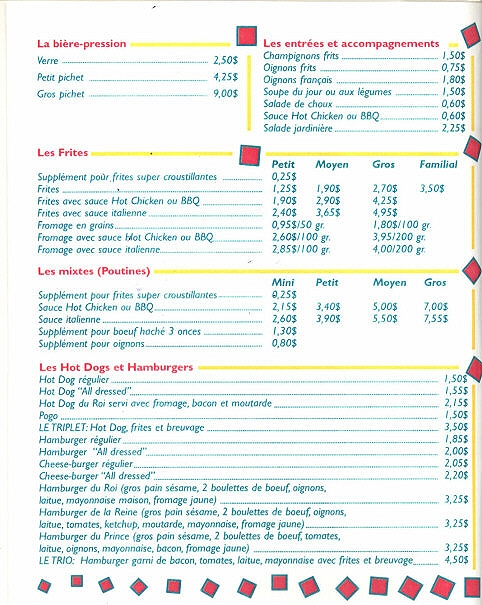
En 1995, « Mixtes » figurait encore au menu du Royaume de la Patate, avec la mention « poutine ».

La poutine (ou Mixte de son appellation d'origine) fait son apparition vers la fin des années 1950 dans le Centre-du-Québec. Plusieurs restaurants de cette région s'en disputent l'invention dont Le Roy Jucep à Drummondville, Le Lutin qui rit à Warwick et La Petite Vache à Princeville.

### Le Roy Jucep (Drummondville)
Une histoire assez répandue explique qu'elle proviendrait de Drummondville. Le restaurant Le Roy Jucep s'y présente en tout cas comme étant l'inventeur de la poutine et a enregistré la marque de commerce « L'inventeur de la Poutine »,. Jean-Paul Roy, propriétaire de ce restaurant en 1964, serait le premier à avoir servi la poutine comme on la connaît aujourd'hui c'est-à-dire « patates frites, fromage et sauce ». Le nom viendrait d'un mélange d'une déformation du mot anglais « pudding » et du surnom du cuisinier « Ti-Pout ». Monsieur Roy aurait, selon son témoignage, commencé à servir le fromage avec les frites et la sauce après la demande régulière de quelques clients. Jean-Paul Roy est décédé en août 2007 à Drummondville. Le certificat d'enregistrement de marque de commerce, octroyé par le gouvernement fédéral canadien, est affiché dans le restaurant.

### Le Lutin qui rit (Warwick)
Une autre provenance de la poutine serait d'un restaurant autrefois appelé Le Lutin qui rit situé à Warwick, dans la MRC d'Arthabaska. Selon la légende, en 1957, un client nommé Eddy Lainesse a demandé au propriétaire Fernand Lachance de mettre le casseau de fromage et le casseau de frites dans le même sac et le propriétaire aurait répondu : « Ça va faire une maudite poutine », d'où le nom qui veut dire « mixture étrange ».
Warwick a aussi été l'hôte de la plus grande poutine au monde (3 034 kg) durant l'été 2019. Ce record a été intronisé au Livre Guinness des records.

### La Petite Vache (Princeville)
Une autre légende veut que la naissance de la poutine ait eu lieu à Princeville au restaurant Princesse, dit La Petite Vache, fondé en 1966 par Henri Provencher. À l'époque, la fromagerie Princesse (maintenant située à Plessisville) produisait du fromage en grain mais n'avait pas de kiosque de vente au détail. La Petite Vache étant située dans un immeuble adjacent à la fromagerie, ils commencèrent à vendre du fromage en grain frais à la caisse du restaurant. Un client assidu venait au restaurant et y commandait une frite et achetait un sac de fromage en grain pour ensuite aller à sa table, ouvrir le sac et y mélanger le fromage. Max Sévigny qui a été propriétaire du restaurant a confirmé en novembre 2010 que l'appellation originale était 50-50 en référant à un mélange de 50 % de frites et 50 % de fromage. La sauce a ensuite été incluse et le nom « mixte » adopté. Le 50-50 a fait son apparition dès la première année d'opération de La Petite Vache. Pendant plusieurs années, dans les villes de Plessisville, Princeville et Victoriaville, la poutine était connue sous le nom d'un « mixte ». Ce n'est que lorsque de grandes chaînes ont commencé à vendre ce produit que le nom « poutine » est apparu ; probablement en relation avec d'autres mets aussi appelés « poutines » et faits à base de pommes de terre. Le nom « mixte » a continué à être utilisé pendant plusieurs années dans les villes ci-haut nommées même après que le mot poutine soit largement répandu.
Les trois histoires ci-dessus ancrent la naissance du plat autour de 1960. Elles consolident  également l'idée que c'est un client qui a eu l'idée de ce plat. Certains suggèrent[réf. souhaitée] même qu'il s'agit du même client, un voyageur de commerce ou un commis voyageur comme on les nommait à l'époque. Ce client aurait fait la même requête dans les restaurants qui se trouvaient sur son circuit commercial. En ce sens, la paternité de la poutine reviendrait directement à ce client (M. Lainesse ?) et seulement indirectement aux propriétaires des trois restaurants mentionnés. La proximité géographique des trois municipalités revendiquant la paternité de la poutine tend à confirmer cette théorie[réf. nécessaire].

## Mobilité sociale
Différentes symboliques furent attachées à la poutine depuis son origine dans le Québec rural des années 1950. D'abord ridiculisée et utilisée pour se moquer de la société québécoise, la poutine s'est récemment vue servie à la Maison-Blanche lors du premier dîner d'État rassemblant Barack Obama et Justin Trudeau. Alors que les premières générations à subir le stigma de la poutine ont préféré se dissocier du plat, la jeunesse québécoise se l'est récemment réappropriée d'une manière positive et affirmative, en faisant un symbole de fierté culturelle,. Aujourd'hui le plat est célébré lors de festivals annuels de poutine au Québec,, au Canada,, ainsi qu'aux États-Unis,.
Charles-Alexandre Théorêt a étudié l'évolution des symboliques liées à la poutine dans son livre Maudite Poutine !. Il revient sur plusieurs de ces symboliques dans une entrevue accordée à l'émission Tout le monde en parle diffusée le 11 novembre 2007.

## «Canadianisation» et appropriation culturelle de la poutine
Depuis que la poutine est en vogue et appréciée à l'extérieur des frontières du Québec, le mets s'est graduellement intégré dans l’« everyday nationalism » canadien, c'est-à-dire dans le discours et les symboles populaires du nationalisme canadien. Le mets est même aujourd'hui régulièrement présenté comme étant de cuisine canadienne (plutôt que québécoise), voire comme plat national du Canada,. Certains jugent cette « canadianisation » problématique car elle constituerait à leur avis une appropriation culturelle,,,, qui ne serait en rien liée à la consommation ou à l'adaptation du mets, mais bien à la présentation de la poutine en tant que « plat canadien ».
Nicolas Fabien-Ouellet, l'auteur de l'article « Poutine Dynamics », donne l'explication dans un article publié au HuffPost. Néanmoins, le Québec faisant partie du Canada, la poutine québécoise est donc dans les faits aussi de la cuisine canadienne.
Nicolas Fabien-Ouellet a également donné de nombreux entretiens sur le sujet de la canadianisation et l'appropriation culturelle de la poutine, notamment au New York Times, National Post, Vice, Radio-Canada,, Global News: BC 1, CHOI 98.1 Radio X, ENERGIE 98.9, Vermont Public Radio, HuffPost, La Presse, et Le Journal de Montréal.

## Étymologie
Ce mot existe en Acadie et en Louisiane, avec des significations similaires, il semble qu'il s'agisse d'une adaptation du mot anglais « pudding ». D'ailleurs, on retrouve ce mot dans le dictionnaire canadien-français d'Oscar Dunn, publié à la fin du XIXe siècle, avec la signification de « pudding ». En Louisiane francophone, « poutine » est le mot utilisé pour signifier « pouding ». Le mot est d'origine anglaise, il est toujours utilisé là-bas pour désigner tout dessert qui suit un repas.
Certains prétendent que le mot « pudding » est la variante anglicisée du mot « boudin » (en anglais, le boudin noir s'appelle « black pudding »).
La prétendue origine provençale « poutingo », qui signifie « mauvais ragoût », est douteuse, puisqu'il y a eu très peu d'immigrants provençaux au Québec ou en Amérique du Nord.
Dans certaines régions de la Beauce, de Lotbinière et à Thetford Mines, la poutine est parfois surnommée « mixte ».
Sur la côte-est du Nouveau-Brunswick, dans les régions de Baie-Sainte-Anne, Pointe-Sapin, Saint-Louis-de-Kent et Richibouctou, le mot « patachoux » est utilisé afin de distinguer la poutine de la poutine râpée.
Une autre théorie voudrait que l'origine du mot vienne de l'expression anglaise « put in » qui signifie « mettre dans » à savoir : mettre du fromage et de la sauce brune dans un plat de frites.

## Variantes

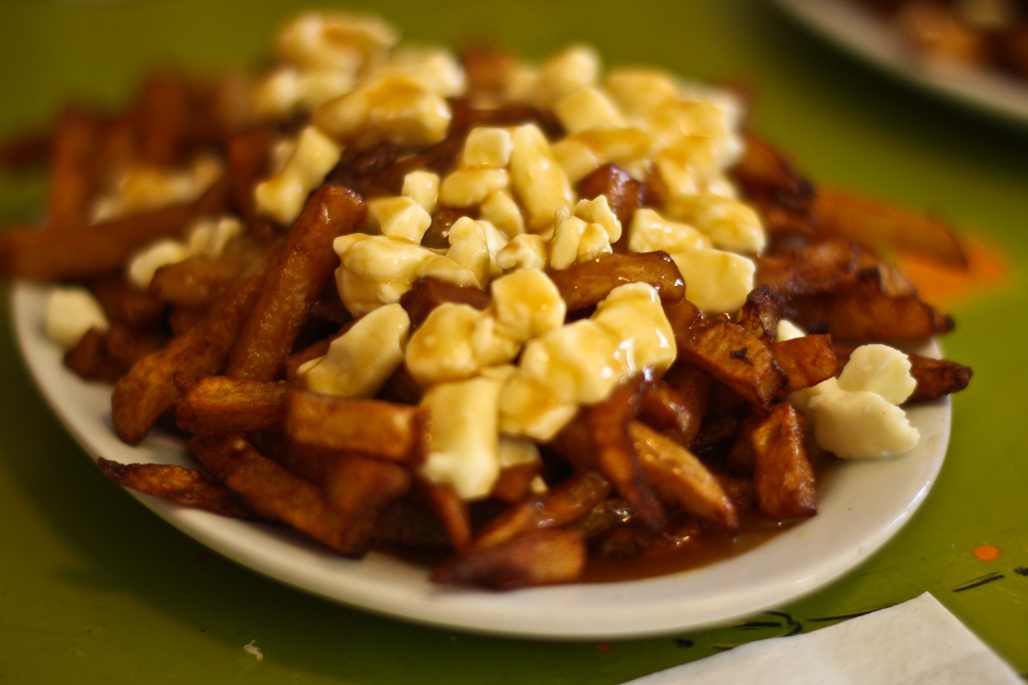
Poutine consommée en mets rapide. L'image montre une poutine classique constituée de frites et de fromage non-affiné en grains, recouverts d'une sauce brune, peut-être une sauce espagnole.

Il existe de nombreuses variantes ; certains restaurants en proposent près d'une centaine. Bien que certaines variantes soient typiquement régionales, il est possible de se voir proposer tous ces types de poutine, et plus encore, dans certains restaurants spécialisés de Montréal ou d'ailleurs au Québec. Les variantes les plus connues sont :
- la poutine italienne est une variante courante. On y remplace la sauce brune par de la sauce à spaghetti (sauce bolognaise) ;
- la western, ou dalton, est une poutine conventionnelle à laquelle on a ajouté des saucisses ;
- la steak-haché est une poutine conventionnelle à laquelle on a ajouté de la viande hachée ;
- la galvaude où le fromage est généralement remplacé par du poulet et des petits pois verts. Mais, bien souvent, on conserve le fromage avec le reste des ingrédients ;
- la papachoux est une version de la galvaude à laquelle on ajoute du chou[réf. nécessaire] ;
- la poutine à la viande fumée (smoked meat) : patate frite, fromage en grain, sauce brune et viande fumée ;
- la poutine toute garnie (all dressed) : avec des poivrons verts et des champignons préalablement revenus à la poêle[réf. nécessaire] ;
- la poutine au foie gras : faite de frites « belges », de fromages du terroir, on y ajoute des morceaux de foie gras et l'on nappe le tout d'une demi-glace. La poutine au foie gras peut aussi être une poutine traditionnelle, mais dont la sauce demi-glace est montée au foie gras ;
- la poutine au poulet : patates frites, fromage en grains, sauce brune et morceaux de poulet ;
- la poutine au fromage râpé : poutine ordinaire, mais servie avec du fromage râpé au lieu du fromage en grain.
- la poutine BBQ avec choix de sauce BBQ (plutôt sucrée, un peu épicée) ou Hot Chicken (qui correspond à la traditionnelle sauce brune).
- la poutine au canard confit : poutine ordinaire avec des morceaux de canard confit ou encore plus luxueuse avec une variante dans la sauce (ex. : sauce demi-glace).
- la poutine de patates douces : poutine ordinaire dans laquelle les patates ordinaires sont remplacées par des patates douces.
- la poutine 3 poivres : poutine ordinaire où la sauce brune est remplacée par une sauce 3 poivres.
- la poutine dulton : patates frites, sauce brune, fromage en grain et sauce michigan

## Où la trouver

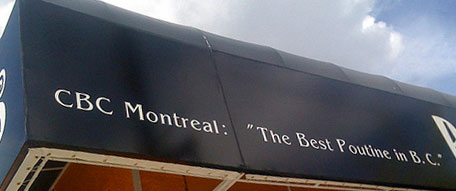
Un restaurant de Vancouver, en Colombie-Britannique, vante les mérites de sa poutine.

### Au Québec
Au Québec, on trouve la poutine dans presque tous les restaurants-minute ainsi que dans des chaînes dites indépendantes, comme les casse-croûtes. Les grandes chaînes de restauration rapide, telles que McDonald's, Burger King, A&W, PFK, Ashton (ville de Québec), Wendy's et Dixie Lee l'ont ajoutée à leur menu de leurs succursales québécoises ainsi qu'à plusieurs endroits au Canada et ailleurs dans le monde (voir ci-dessous).

### Ailleurs au Canada

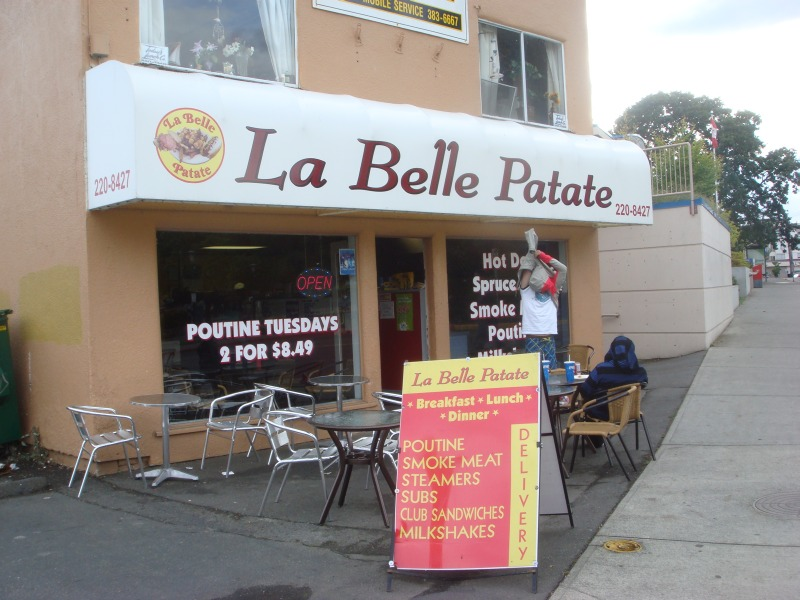
Dans certains commerces ailleurs au Canada, le Québec et la poutine sont indissociables, comme en témoigne l'usage de termes de langue française.

La poutine est bien connue au Nouveau-Brunswick, une province voisine du Québec, en particulier dans les régions acadiennes, où on peut en acheter dans n'importe quel commerce de restauration rapide. La poutine peut également être trouvée en Ontario, une autre province voisine, notamment à Toronto ou Ottawa par exemple.
Des chaînes de restaurants offrent aussi ce mets, comme Harvey's. La poutine est également offerte à la Belle Patate à Canmore, en Alberta qui importe son fromage et viande fumée directement du Québec ainsi qu'au Cheese Factory, à Edmonton, en Alberta. Ce dernier restaurant, qui se spécialise dans la fabrication de fromage, se situe dans la section francophone de la ville. Certains restaurants de Vancouver, en Colombie-Britannique offrent la poutine sur leur menu, tout comme la plupart des restaurants et hôtels du Yukon, on en trouve maintenant au menu dans la plupart des diners de Colombie-Britannique. La chaîne Dairy Queen l'offre également à plusieurs endroits dont Vancouver. Bien que plusieurs commerces se réclament d'offrir la « vraie » poutine québécoise, le résultat aboutit souvent à des variantes qui s'éloignent substantiellement de la recette originale. Le fromage sera parfois complètement affiné (texture différente), les frites cuites au four (plutôt qu'à l'huile), la sauce d'une autre saveur (comme les trois poivres). Début décembre 2013, McDonald's, qui offrait déjà la poutine au Québec depuis plus de dix ans, a étendu son offre à tout le Canada.

### Ailleurs en dehors du Canada

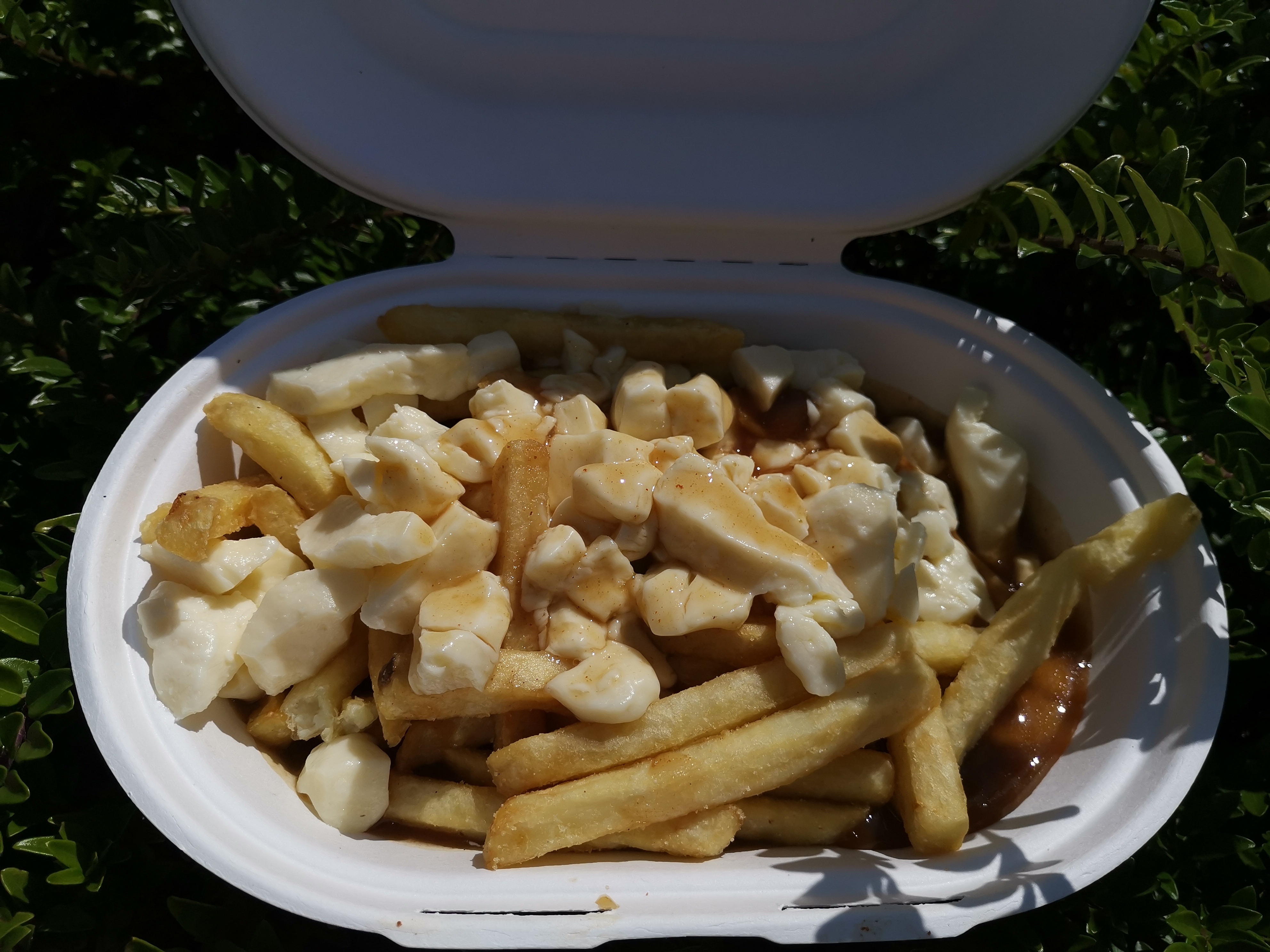
Une poutine classique.

La poutine s'exporte, et se retrouve à la table de restaurants canadiens, aux États-Unis, en France, en Thaïlande et même en Australie.

## Dans la culture
Actualités
- Lors du scandale des appels frauduleux (en) à l'élection fédérale canadienne de 2011, plusieurs appels frauduleux provenaient d'un téléphone cellulaire enregistré au nom de « Pierre Poutine », habitant sur la « rue Séparatiste » (Separatist Street) à Joliette[45].
- Le 19 mai 2023, le moteur de recherche Google rend hommage, affichant dans sa page de présentation une illustration[46] d’un plat de poutine, accompagnée de la mention « Célébrons la poutine »[47] (seulement au Canada).

Festivals et événements
- Le festival de la poutine de Drummondville a été créé en l'honneur de ce plat[6]. Le festival est organisé par les membres du groupe Les Trois Accords[48], originaires de la ville.
- Chaque année, La Poutine Week propose à des centaines de restaurants partout au Québec, mais aussi à Ottawa et à Toronto, d'offrir une réinvention du plat classique à leurs clients. Les amateurs de poutine sont invités à voter sur le site pour leur favorite[49].

Exposition
- Du 23 mai 2024 au 28 septembre 2025, le Musée des cultures du monde situé à Nicolet présente l'exposition La Poutine : une culture à toutes les sauces[50].

Chanson
- Le groupe ska Alaska possède dans son répertoire la chanson Monsieur Poutine[51].
- La chanson Danse la Poutine apparait en 2007 sur l'album Trop banane ! du groupe canadien Omnikrom, en collaboration avec le groupe français TTC (groupe). C'est un hommage humouristique à la spécialité culinaire québécoise.
- Le groupe musical québécois Mes Aïeux interprète une chanson nommée Hommage en grain qui parle de la relation des Québécois avec la poutine[52] : « Si la décence invite à déguster lentement son bol, faut quand même faire ça vite avant qu'les frites d'viennent molles. » ou encore « C'est comme manger une livre de beurre, mais Montignac nous fait pas peur. »
- Le groupe punk-folk The Dreadnoughts de Vancouver, compose la chanson Poutine en 2010 à la suite d'une tournée au Québec ;

Littérature
- Normand Baillargeon traduit « baloney detection kit » de Carl Sagan par « kit de détection de poutine (en) »[53].
- Charles-Alexandre Théorêt se penche sur ce plat dans son livre Maudite poutine ! L'histoire approximative d'un plat populaire (2007)[23].
- La poutine est au coeur du livre Poutine: A Deep-Fried Road Trip of Discovery écrit par le québécois Justin Giovannetti Lamothe

Humour
- Le duo comique montréalais Bowser and Blue (en) a composé l'hommage The Night They Invented Poutine[54]
- Dans une parodie de Lucky Luke dans un numéro du magazine humoristique québécois Safarir, Lucky Luke est envoyé au Québec par le président George W. Bush pour capturer Michael Moore. Dans la parodie, Lucky passe au supplice du goudron et des plumes deux fois, une fois pour avoir détesté la poutine que le barman lui a servie dans un saloon, et la deuxième fois pour avoir détesté la poutine qu'on lui a servie dans un saloon du village voisin tout en maugréant qu'elle était encore pire que celle qu'il a mangée dans l'autre village[55].